# ميليسا بونزيو
ميليسا بونزيو ممثلة أمريكية، اشتهرت بدور ميليسا مكال في مسلسل "تين وولف" وكارين في مسلسل "الموتى السائرون". كما لعبت بونزيو دور البطولة في مسلسل "حريق شيكاجو" بدور دونا روبنز-بودين.

## الحياة والمهنة
اعتبارًا من أواخر التسعينيات، بدأت بونزيو في الظهور في أدوار ضيفة مساعدة في المسلسلات التلفزيونية، بما في ذلكDawson's Creek وتل الشجرة الواحدة وSurface ودروب ديد ديفا وسي إس آي: التحقيق في موقع الجريمة وThe Gates وإن سي آي إس وThe Following وبانشي.
ظهرت أيضًا في أفلام The Greenskeeper (2002) وRoad Trip: Beer Pong (2009) وفيلم الحياة كما نعرفها (2010) وUpside (2010).
اشتهرت بونزيو بأدوارها المتكررة بشخصية أنجي في المسلسل الدرامي Army Wivesعلى قناة لايف تايم (2007-2009)، وبشخصية ميليسا مكال في المسلسل الدرامي Teen Wolf على قناة إم تي في (2011-2017).
في عام 2013، كان لها دور متكرر بشخصية كارين في المسلسل الدراميالموتى السائرون على قناة AMC.
في سبتمبر 2021، أُعلن عن طلب شركة باراماونت+ لإنتاج فيلم لمّ شمل لمسلسل "تين وولف"، مع عودة جيف ديفيس ككاتب سيناريو ومنتج تنفيذي للفيلم. وكان من المقرر أن يُعيد معظم أعضاء فريق التمثيل الأصلي، بمن فيهم بونزيو، تمثيل أدوارهم.عُرض الفيلم في 26 يناير 2023.

## فيلموغرافيا

### فيلم
| سنة  | عنوان                 | دور                        | ملحوظات            |
| ---- | --------------------- | -------------------------- | ------------------ |
| 1999 | أتلانتا بلو           | منى                        |                    |
| 2002 | حارس الملاعب الخضراء  | إيلينا رودريغيز            |                    |
| 2009 | رحلة برية: بيرة بونج  | الأجرة                     | مباشرة إلى الفيديو |
| 2010 | الحياة كما نعرفها     | فيكتوريا (ابنة عم الراقصة) |                    |
| 2010 | رأسًا على عقب          | الدكتور لينمان             |                    |
| 2012 | تنفيذي غير موثق       | أنيتا فاسكيز               |                    |
| 2020 | ماكس وأنا             | ميليسا                     |                    |
| 2021 | قوة الرعد             | راشيل جونزاليس             |                    |
| 2023 | الذئب المراهق: الفيلم | ميليسا مكال                |                    |

### تلفزيون
| السنة     | عنوان                                | الدور               | ملاحظات                                        |
| --------- | ------------------------------------ | ------------------- | ---------------------------------------------- |
| 1999      | "هز، ريتل اند رول" قصة حب أمريكية    | مدير نيويورك        | فيلم تلفزيوني                                  |
| 2001–2002 | "داوسون كريك"                        | روبن إيلسوث / طالبة | دور الضيف: 3 حلقات                             |
| 2003–2004 | تلة شجرة واحدة                       | (أليس)              | دور الضيف: 2 حلقات                             |
| 2005      | مصادر دافئة                          | لوسي ميرسر          | فيلم تلفزيوني                                  |
| 2006      | السطح                                | آن تريسي            | دور الضيف: 2 حلقات                             |
| 2006      | اللص                                 | خادم الطيران        | سلسلة تلفزيونية صغيرة                          |
| 2007–2009 | زوجات الجيش                          | أنجي                | الدور المتكرر                                  |
| 2007      | طريق أكتوبر                          | فتاة صغيرة          | الحلقة: "طيار"                                 |
| 2007      | كيل فيل                              | ياسمين كويد         | الحلقة: "المهلة النقدية"                       |
| 2008      | بريطانيا الصغيرة الولايات المتحدة    | باربرا              | الحلقة: #1.03                                  |
| 2009      | خطيبي المزيف                         | سيدة المبيعات       | فيلم تلفزيوني                                  |
| 2009      | "سقطوا "ديفا الميتة                  | سيليت غارنر         | الحلقة: "إفعل ذلك"                             |
| 2009      | مذكرات مصاص الدماء                   | دافني               | الحلقة: "نقطة تحول"                            |
| 2010      | (سي إس آي): التحقيق في مسرح الجريمة  | ساشا كاتساروس       | الحلقة: "مُخاطعِ البنطالي"                       |
| 2010      | الحياة السابقة                       | د. ستين             | الحلقة: "لقد رحل أبي"                          |
| 2010      | البوابات                             | (غلوريا بينيت)      | الحلقة: "الولاية القضائية"                     |
| 2010      | تزوجني                               | إيريكا              | سلسلة تلفزيونية صغيرة                          |
| 2011      | العدالة لـ (ناتالي هولوي)            | ديبرا ستانفيل       | فيلم تلفزيوني                                  |
| 2011      | فرانكلين و باش                       | (آني روس)           | الحلقة: "طيار"                                 |
| 2011      | القسوة الضرورية                      | ليزا جينوفيز        | الحلقة: "إدارة المرافق"                        |
| 2011      | (NCIS) - خدمة التحقيق الجنائي البحري | دريو تيرنر          | الحلقة: "العدو على التل"                       |
| 2011      | (ميامي)                              | كاثي جينغز          | الحلقة: "تتويج"                                |
| 2011–2017 | الذئب الشاب                          | ميليسا ماكال        | دور متكرر (الموسم 1-5) ؛ دور رئيسي (الموسوم 6) |
| 2012      | التلمس                               | جوان ديفيس          | الحلقة: "جاير، الجزء الثاني"                   |
| 2013      | ماري ومارتا                          | (أليس)              | فيلم تلفزيوني                                  |
| 2013      | الميت المشي                          | كارين               | دور متكرر (الموسم 3-4)                         |
| 2013      | ما يلي                               | (جون غارسيا)        | الحلقة: الطيار                                 |
| 2013      | بانشي                                | جوسلين فيرز         | دور الضيف: 2 حلقات                             |
| 2013      | الجيل الثاني Wayans                  | لورين ساندلر        | دور الضيف: 2 حلقات                             |
| 2014–2021 | حريق شيكاغو                          | (دونا روبنز-بودين)  | دور متكرر (الموسم 2-9)                         |
| 2018      | كابوس مشجعة                          | (بولا)              | فيلم تلفزيوني                                  |
| 2019      | سمعة قاتل                            | (رامونا)            | فيلم تلفزيوني                                  |
| 2024      | جائزة الباب الكبير                   | (فرييا)             | دور الضيف؛ 2 حلقات (الموسم 2)                  |

## روابط خارجية
- ميليسا بونزيو في قاعدة بيانات الأفلام على الإنترنت